# Selección de fútbol de Bélgica
La selección de fútbol de Bélgica (en neerlandés: Belgisch nationaal voetbalelftal, en francés: Équipe nationale Belge de football, en alemán: Belgische Fußballnationalmannschaft) es el equipo representativo del país en las competiciones oficiales. Su organización está a cargo de la Unión Real Belga de Sociedades de Fútbol Asociación (KBVB/URBSFA), perteneciente a la UEFA. Son conocidos como de rode duivels, les diables rouges o los diablos rojos en neerlandés, francés y español, respectivamente. Esto es debido al color de su equipación.
Bélgica ha participado en un total de catorce Copas Mundiales, alcanzando su mejor resultado con el tercer puesto obtenido en 2018, tras no poder batir en semifinales a Francia por la mínima diferencia con un gol a pelota parada del defensor Samuel Umtiti. Los diablos rojos tenían el récord de asistencias ininterrumpidas a una Copa Mundial por vía de clasificatorias (asistieron ininterrumpidamente en 6 oportunidades, entre el 1982 y el 2002). Dicha marca fue superada por España, cuando en diez ocasiones asistió por esta vía (desde 1986 hasta 2022), y posteriormente por Inglaterra (1998-2022) e Italia (1990-2014).
El combinado belga ha obtenido buenos resultados también en la Eurocopa, al lograr el tercer lugar en 1972 y llegar a la final en 1980. En los Juegos Olímpicos, obtuvo una medalla de oro cuando fue local en 1920. En 1900, un representante belga (la Universidad de Bruselas) obtuvo la medalla de bronce en el torneo de exhibición.

## Historia
Bélgica jugó su primer partido oficial el 1 de mayo de 1904, en el empate 3-3 contra Francia. Antes de este partido, una selección belga jugó varios partidos, pero el equipo contenía algunos jugadores ingleses, por lo que estos no se toman en cuenta.
En 1920, el equipo obtuvo su mayor consagración cuando alcanzó la medalla de oro en los Juegos Olímpicos de Amberes.
En la final contra Checoslovaquia, cuando el marcador estaba 2-0 a favor de Bélgica, los jugadores checoslovacos se retiraron de la cancha por varias razones que luego explicaron en un mensaje, entre ellos «las decisiones del árbitro inglés», «los gestos provocativos y la entrada al campo de juego del Ejército belga».
Durante las siguientes seis décadas, Bélgica se consolida como un equipo de segundo nivel, pocas veces en la carrera por ganar un torneo importante, pero al que nunca es fácil de ganar en casa o en el extranjero. Una de las estrategias claves del equipo fue el uso sistemático del fuera de lugar, una táctica defensiva desarrollada en la década de 1960 en el Anderlecht, bajo la dirección del entrenador francés Pierre Sinibaldi.
Su período de mayor éxito comenzó cuando terminaron subcampeones en la Eurocopa de 1980. La década de 1980 y principios de 1990 se consideran en general la edad de oro de la selección nacional. Bajo la dirección de Guy Thys, quien dirigió a la selección en más de cien partidos oficiales, Bélgica ha ganado una reputación de ser un equipo bien organizado al cual era difícil enfrentar. Otro éxito memorable fue alcanzar las semifinales de la Copa Mundial 1986 donde quedarían eliminados por la Argentina de Maradona, cayendo por 2-0 con un doblete del «10» argentino. En dicha oportunidad, la organización rigurosa del equipo fue complementada por la presencia de varios jugadores de clase mundial como los porteros Michel Preud'homme y Jean-Marie Pfaff, lateral derecho Eric Gerets, el centrocampista Jan Ceulemans, el mediapunta Enzo Scifo y el delantero Luc Nilis.
Bajo la dirección de Marc Wilmots, los diablos rojos pudieron llegar a cuartos de final del Mundial de 2014, cuando la selección Argentina los eliminó con gol de Gonzalo Higuaín. Posteriormente, alcanzaron el tercer lugar en la clasificación mundial de la FIFA, en abril y mayo de 2015, luego la segunda, y en noviembre de 2015 al colmo de la clasificación.
En diciembre de 2015, el conjunto belga alcanzó el primer puesto de la clasificación mundial de la FIFA, desplazando a Argentina. Con esto Bélgica se convertía en la tercera selección en alcanzar el primer lugar sin haber ganado un Mundial.
Luego de una buena campaña en la Copa Mundial de Fútbol de 2018, "Los Diablos Rojos" volvieron a clasificar para la Copa Mundial de Fútbol de 2022. Accedió al grupo F junto a Croacia, Marruecos y Canadá. En la primera jornada venció a Canadá 1-0. En la segunda jornada fueron sorprendidos al ser derrotados por Marruecos 2-0. Finalmente en la última jornada empató con Croacia 0-0 siendo Bélgica eliminada en la 3.ª posición de su grupo con 4 puntos, 1 a favor y 2 en contra.

## Apodo

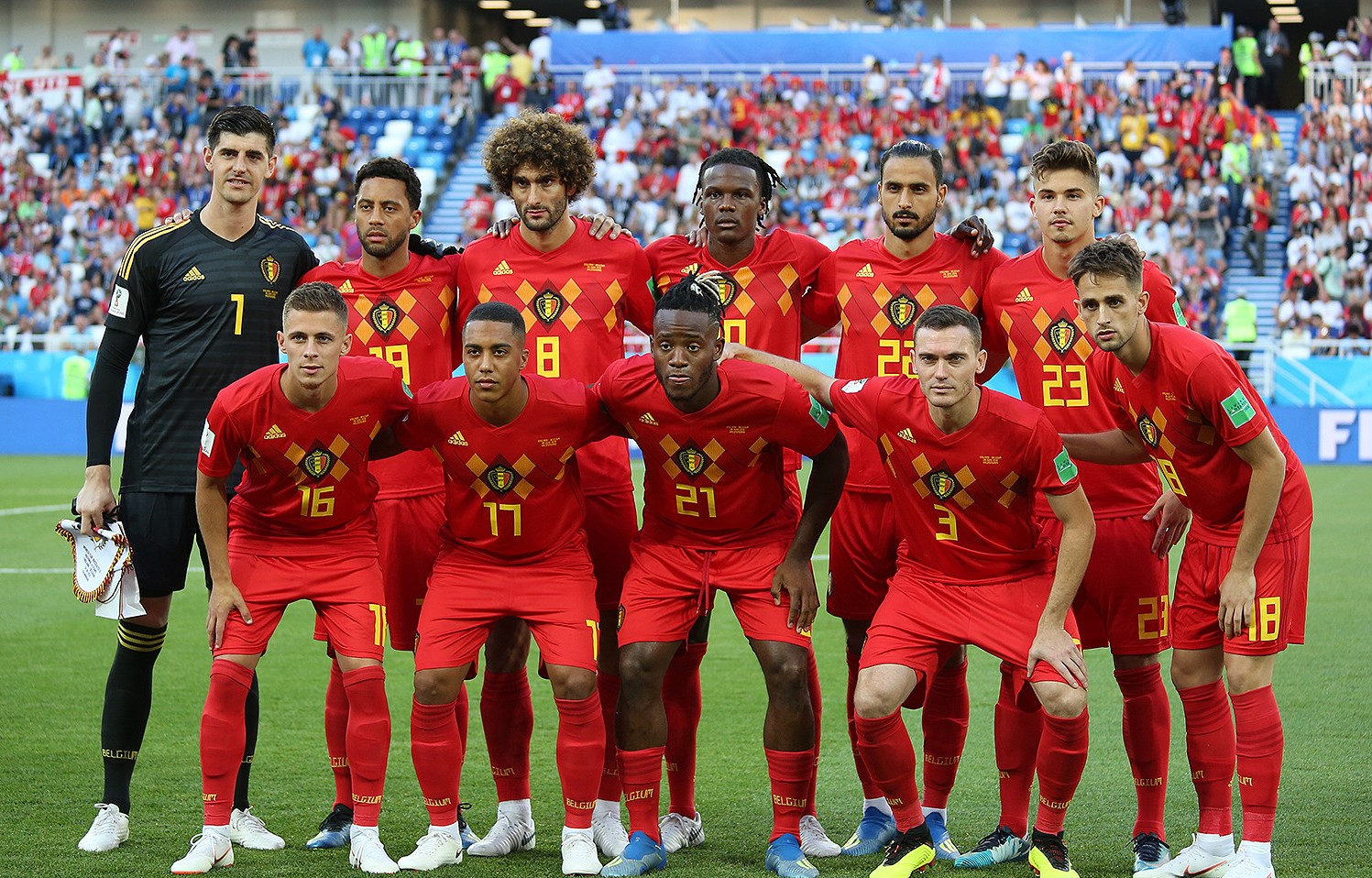
Selección belga en el Mundial de Rusia 2018 frente a Inglaterra

El equipo fue apodado los diablos rojos por el periodista de la revista La Vie Sportive Pierre Walckiers después de su victoria por 3-2 sobre los Países Bajos en Róterdam en 1906. El apodo se deriva del hecho de que desde el principio y hasta hace poco, los colores primarios del equipo eran todos rojos.
Actualmente, la selección de Bélgica ha sido el foco central para los nuevos talentos, quienes piensan invertir en la nación para la próxima generación de futbolistas.

## Jugadores

### Última convocatoria
Lista de jugadores para los partidos contra Ucrania el 20 y 23 de marzo de 2025.
| N.º | Nombre               | Posición      | Edad    | PJ  | Goles | Club                            |
| --- | -------------------- | ------------- | ------- | --- | ----- | ------------------------------- |
| 1   | Thibaut Courtois     | Portero       | 33 años | 103 | -     | Real Madrid Club de Fútbol      |
| 12  | Maarten Vandevoordt  | Portero       | 23 años | 0   | -     | RasenBallsport Leipzig          |
| 13  | Matz Sels            | Portero       | 33 años | 9   | -     | Nottingham Forest Football Club |
|     | Senne Lammens        | Portero       | 23 años | 0   | -     | Royal Antwerp Football Club     |
| 2   | Zeno Debast          | Defensa       | 21 años | 18  | 0     | Sporting Club de Portugal       |
| 4   | Wout Faes            | Defensa       | 27 años | 26  | 0     | Leicester City Football Club    |
| 5   | Maxim De Cuyper      | Defensa       | 24 años | 8   | 2     | Club Brugge                     |
| 15  | Thomas Meunier       | Defensa       | 33 años | 69  | 8     | Lille Olympique Sporting Club   |
| 16  | Koni De Winter       | Defensa       | 23 años | 2   | 0     | Genoa Cricket & Football Club   |
| 18  | Brandon Mechele      | Defensa       | 32 años | 4   | 0     | Club Brugge                     |
| 21  | Timothy Castagne     | Defensa       | 29 años | 54  | 2     | Fulham Football Club            |
|     | Arthur Theate        | Defensa       | 25 años | 23  | 0     | Eintracht Frankfurt             |
|     | Ameen Al-Dakhil      | Defensa       | 23 años | 6   | 0     | VfB Stuttgart                   |
| 3   | Jorthy Mokio         | Mediocampista | 17 años | 1   | 0     | Ajax de Ámsterdam               |
| 6   | Nicolas Raskin       | Mediocampista | 24 años | 2   | 0     | Rangers Football Club           |
| 7   | Kevin De Bruyne      | Mediocampista | 34 años | 109 | 30    | Manchester City Football Club   |
| 8   | Alexis Saelemaekers  | Mediocampista | 26 años | 14  | 1     | Associazione Sportiva Roma      |
| 17  | Charles De Ketelaere | Mediocampista | 24 años | 21  | 2     | Atalanta Bergamasca Calcio      |
| 19  | Bryan Heynen         | Mediocampista | 28 años | 1   | 0     | K. R. C. Genk                   |
| 20  | Hans Vanaken         | Mediocampista | 32 años | 25  | 5     | Club Brugge                     |
|     | Youri Tielemans      | Mediocampista | 28 años | 75  | 9     | Aston Villa Football Club       |
|     | Malick Fofana        | Mediocampista | 20 años | 1   | 0     | Olympique de Lyon               |
| 9   | Loïs Openda          | Delantero     | 25 años | 26  | 3     | RasenBallsport Leipzig          |
| 10  | Romelu Lukaku        | Delantero     | 32 años | 122 | 88    | Società Sportiva Calcio Napoli  |
| 11  | Leandro Trossard     | Delantero     | 30 años | 43  | 10    | Arsenal Football Club           |
| 14  | Dodi Lukebakio       | Delantero     | 27 años | 25  | 2     | Sevilla Fútbol Club             |
| 22  | Jérémy Doku          | Delantero     | 23 años | 31  | 2     | Manchester City Football Club   |
| 23  | Michy Batshuayi      | Delantero     | 31 años | 55  | 27    | Eintracht Frankfurt             |

### Jugadores con más participaciones

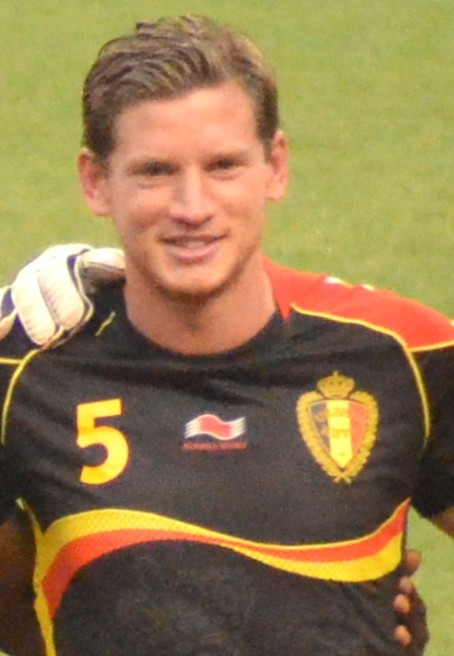
Jan Vertonghen es el jugador belga más seleccionado, con 154 partidos. Participó en el Mundiales de Brasil 2014, Rusia 2018 y Catar 2022.

Actualizado el 24 de enero de 2025.
- En negrita jugadores activos en la selección.
- Con fondo      jugadores activos en alguna liga.

| #    | Jugador           | Periodo       | Partidos | Goles |
| ---- | ----------------- | ------------- | -------- | ----- |
| 1.º  | Jan Vertonghen    | 2007-2024     | 157      | 10    |
| 2.º  | Axel Witsel       | 2008-presente | 132      | 12    |
| 3.º  | Toby Alderweireld | 2009-2022     | 127      | 5     |
| 4.º  | Eden Hazard       | 2008-2022     | 126      | 33    |
| 5.º  | Romelu Lukaku     | 2010-presente | 120      | 85    |
| 6.º  | Dries Mertens     | 2011-2022     | 109      | 21    |
| 7.º  | Kevin De Bruyne   | 2010-presente | 107      | 30    |
| 8.º  | Thibaut Courtois  | 2011-presente | 102      | 0     |
| 9.º  | Jan Ceulemans     | 1977-1991     | 96       | 23    |
| 10.º | Timmy Simons      | 2001-2016     | 94       | 6     |

### Máximos goleadores
Actualizado al 1 de julio de 2024.
| #   | Jugador          | Periodo       | Goles | Partidos | Promedio |
| --- | ---------------- | ------------- | ----- | -------- | -------- |
| 1.º | Romelu Lukaku    | 2010-presente | 85    | 119      | 0.68     |
| 2.º | Eden Hazard      | 2008-2022     | 33    | 126      | 0.26     |
| 3.º | Bernard Voorhoof | 1928 -1940    | 30    | 61       | 0.49     |
| 3.º | Paul Van Himst   | 1960-1974     | 30    | 81       | 0.37     |
| 5.º | Marc Wilmots     | 1990-2002     | 29    | 70       | 0.41     |
| 6.  | Kevin De Bruyne  | 2010-presente | 28    | 105      | 0.26     |
| 7.° | Michy Batshuayi  | 2015-presente | 27    | 55       | 0.54     |
| 7.° | Joseph Mermans   | 1945-1956     | 27    | 56       | 0.48     |
| 9.º | Robert de Veen   | 1906-1913     | 26    | 23       | 1.13     |
| 9.º | Raymond Braine   | 1925-1939     | 26    | 55       | 0.47     |

## Seleccionadores

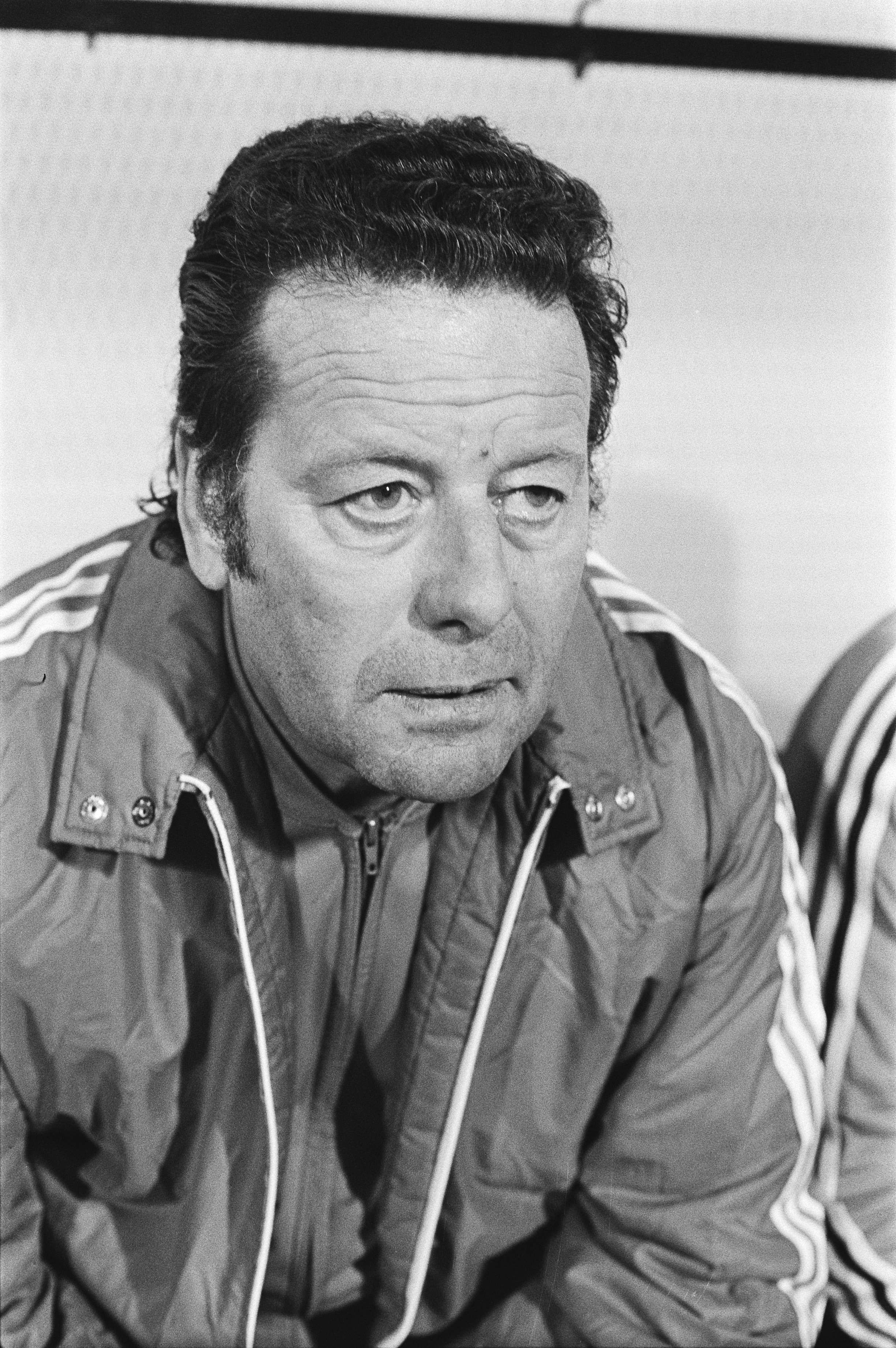
Guy Thys, el seleccionador de Bélgica de más éxito. Durante sus períodos, los diablos rojos alcanzaron la final de la Eurocopa de 1980 y las semifinales del Mundial de 1986.

Antes de 1910, un comité de la Federación Belga seleccionaba a los jugadores.
| Entrenador            | Periodo   | PD  | G   | E   | P   | Participaciones en torneos mayores                                                                                |
| --------------------- | --------- | --- | --- | --- | --- | --- |
| Comité de selección   | 1904–1909 | 19  | 8   | 1   | 10  | |
| William Maxwell       | 1910–1913 | 23  | 11  | 3   | 9   | |
| Charles Bunyan        | 1914      | 4   | 0   | 0   | 4   | |
| Comité de selección   | 1914–1919 | 1   | 0   | 1   | 0   | |
| William Maxwell       | 1920–1928 | 56  | 18  | 10  | 28  | |
| Viktor Löwenfeld      | 1928–1930 | 11  | 5   | 2   | 4   | |
| Hector Goetinck       | 1930–1934 | 31  | 7   | 5   | 19  | Mundial 1930 – Primera ronda Mundial 1934 – Primera ronda                                                         |
| Jules Turnauer        | 1935      | 3   | 0   | 1   | 2   | |
| Jack Butler           | 1935–1939 | 32  | 8   | 7   | 17  | Mundial 1938 – Primera ronda                                                                                      |
| Hector Goetinck       | 1939–1940 | 0   | 0   | 0   | 0   | |
| Comité de selección   | 1940–1943 | 0   | 0   | 0   | 0   | |
| François Demol        | 1944–1946 | 8   | 2   | 2   | 4   | |
| Bill Gormlie          | 1947–1953 | 44  | 18  | 9   | 17  | |
| Doug Livingstone      | 1953–1954 | 13  | 5   | 6   | 2   | Mundial 1954 – Fase de grupos                                                                                     |
| André Vandeweyer      | 1955–1957 | 17  | 4   | 2   | 11  | |
| Louis Nicolay         | 1957      | 1   | 1   | 0   | 0   | |
| Géza Toldi            | 1957–1958 | 6   | 1   | 2   | 3   | |
| Constant Vanden Stock | 1958–1968 | 68  | 28  | 11  | 29  | |
| Raymond Goethals      | 1968–1976 | 44  | 25  | 8   | 11  | Mundial 1970 – Fase de grupos Eurocopa 1972 – Tercer lugar                                                        |
| Guy Thys              | 1976–1989 | 101 | 45  | 24  | 32  | Eurocopa 1980 – Subcampeón Mundial 1982 – Segunda fase Eurocopa 1984 – Fase de grupos Mundial 1986 – Cuarto lugar |
| Walter Meeuws         | 1989–1990 | 6   | 2   | 3   | 1   | |
| Guy Thys              | 1990–1991 | 13  | 4   | 4   | 5   | Mundial 1990 – Octavos de final                                                                                   |
| Paul van Himst        | 1991–1996 | 36  | 19  | 5   | 12  | Mundial 1994 – Octavos de final                                                                                   |
| Wilfried van Moer     | 1996      | 5   | 2   | 2   | 1   | |
| Georges Leekens       | 1997–1999 | 29  | 10  | 10* | 9   | Mundial 1998 – Fase de grupos                                                                                     |
| Robert Waseige        | 1999–2002 | 34  | 16  | 11  | 7   | Eurocopa 2000 – Fase de grupos Mundial 2002 – Octavos de final                                                    |
| Aimé Anthuenis        | 2002–2005 | 29  | 12  | 7   | 10  | |
| René Vandereycken     | 2005–2009 | 30  | 10  | 7   | 13  | |
| Franky Vercauteren    | 2009      | 5   | 0   | 1   | 4   | |
| Dick Advocaat         | 2009–2010 | 5   | 3   | 0   | 2   | |
| Georges Leekens       | 2010–2012 | 19  | 8   | 7   | 4   | |
| Marc Wilmots          | 2012–2016 | 49  | 33  | 8   | 8   | Mundial 2014 – Cuartos de final Eurocopa 2016 – Cuartos de final                                                  |
| Roberto Martínez      | 2016–2022 | 80  | 56  | 13  | 11  | Mundial 2018 – Tercer lugar Eurocopa 2020 – Cuartos de final Mundial 2022 – Fase de grupos                        |
| Domenico Tedesco      | 2023–2025 | 38  | 20  | 9   | 9   | Eurocopa 2024 – Octavos de final                                                                                  |
| Rudi García           | 2025–     |     |     |     |     | |
| Totales               | Totales   | 822 | 361 | 172 | 289 | |

## Últimos partidos y próximos encuentros
Actualizado al último partido jugado el 9 de junio de 2025.
| Fecha      | Ciudad     | Local         | Resultado | Visitante     | Competencia                     |
| ---------- | ---------- | ------------- | --------- | ------------- | ------------------------------- |
| 22-06-2024 | Colonia    | Bélgica       | 2:0 (1:0) | Rumania       | Eurocopa 2024                   |
| 26-06-2024 | Stuttgart  | Ucrania       | 0:0       | Bélgica       | Eurocopa 2024                   |
| 01-07-2024 | Düsseldorf | Francia       | 1:0 (0:0) | Bélgica       | Eurocopa 2024                   |
| 06-09-2024 | Debrecen   | Israel        | 1:3 (1:1) | Bélgica       | Liga de Naciones UEFA 24/25     |
| 09-09-2024 | Lyon       | Francia       | 2:0 (1:0) | Bélgica       | Liga de Naciones UEFA 24/25     |
| 10-10-2024 | Roma       | Italia        | 2:2 (2:1) | Bélgica       | Liga de Naciones UEFA 24/25     |
| 14-10-2024 | Bruselas   | Bélgica       | 1:2 (1:1) | Francia       | Liga de Naciones UEFA 24/25     |
| 14-11-2024 | Bruselas   | Bélgica       | 0:1 (0:1) | Italia        | Liga de Naciones UEFA 24/25     |
| 17-11-2024 | Budapest   | Bélgica       | 0:1 (0:0) | Israel        | Liga de Naciones UEFA 24/25     |
| 20-03-2025 | Murcia     | Ucrania       | 3:1 (0:1) | Bélgica       | Play-off Liga de Naciones 24/25 |
| 23-03-2025 | Genk       | Bélgica       | 3:0 (0:0) | Ucrania       | Play-off Liga de Naciones 24/25 |
| 06-06-2025 | Skopje     | Macedonia     | 1:1 (0:1) | Bélgica       | Clasificación Copa Mundial 2026 |
| 09-06-2025 | Bruselas   | Bélgica       | 4:3 (3:1) | Gales         | Clasificación Copa Mundial 2026 |
| 04-09-2025 | Vaduz      | Liechtenstein | -:-       | Bélgica       | Clasificación Copa Mundial 2026 |
| 07-09-2025 | Bruselas   | Bélgica       | -:-       | Kazajistán    | Clasificación Copa Mundial 2026 |
| 10-10-2025 | Bruselas   | Bélgica       | -:-       | Macedonia     | Clasificación Copa Mundial 2026 |
| 13-10-2025 | Cardiff    | Gales         | -:-       | Bélgica       | Clasificación Copa Mundial 2026 |
| 13-11-2025 | Astaná     | Kazajistán    | -:-       | Bélgica       | Clasificación Copa Mundial 2026 |
| 18-11-2025 | Bruselas   | Bélgica       | -:-       | Liechtenstein | Clasificación Copa Mundial 2026 |

## Uniforme
| Primera Equipación | (Ver evolución) | Equipación Actual |

## Estadísticas

### Copa Mundial de Fútbol
| Año   | Ronda             | Posición          | PJ                | PG                | PE                | PP                | GF                | GC                | DG                | Goleador                                                    |
| ----- | ----------------- | ----------------- | ----------------- | ----------------- | ----------------- | ----------------- | ----------------- | ----------------- | ----------------- | ----------------------------------------------------------- |
| 1930  | Fase de grupos    | 11.º              | 2                 | 0                 | 0                 | 2                 | 0                 | 4                 | –4                | -                                                           |
| 1934  | Octavos de final  | 15.º              | 1                 | 0                 | 0                 | 1                 | 2                 | 5                 | –3                | Bernard Voorhoof: 2                                         |
| 1938  | Octavos de final  | 13.º              | 1                 | 0                 | 0                 | 1                 | 1                 | 3                 | –2                | Henri Isemborghs: 1                                         |
| 1950  | Sin participación | Sin participación | Sin participación | Sin participación | Sin participación | Sin participación | Sin participación | Sin participación | Sin participación | Sin participación                                           |
| 1954  | Fase de grupos    | 13.º              | 2                 | 0                 | 1                 | 1                 | 5                 | 8                 | –3                | Leopold Anoul: 3                                            |
| 1958  | No se clasificó   | No se clasificó   | No se clasificó   | No se clasificó   | No se clasificó   | No se clasificó   | No se clasificó   | No se clasificó   | No se clasificó   | No se clasificó                                             |
| 1962  | No se clasificó   | No se clasificó   | No se clasificó   | No se clasificó   | No se clasificó   | No se clasificó   | No se clasificó   | No se clasificó   | No se clasificó   | No se clasificó                                             |
| 1966  | No se clasificó   | No se clasificó   | No se clasificó   | No se clasificó   | No se clasificó   | No se clasificó   | No se clasificó   | No se clasificó   | No se clasificó   | No se clasificó                                             |
| 1970  | Fase de grupos    | 10.º              | 3                 | 1                 | 0                 | 2                 | 4                 | 5                 | –1                | Raoul Lambert: 2                                            |
| 1974  | No se clasificó   | No se clasificó   | No se clasificó   | No se clasificó   | No se clasificó   | No se clasificó   | No se clasificó   | No se clasificó   | No se clasificó   | No se clasificó                                             |
| 1978  | No se clasificó   | No se clasificó   | No se clasificó   | No se clasificó   | No se clasificó   | No se clasificó   | No se clasificó   | No se clasificó   | No se clasificó   | No se clasificó                                             |
| 1982  | Segunda fase      | 10.º              | 5                 | 2                 | 1                 | 2                 | 3                 | 5                 | –2                | Coeck, Vandenbergh y Czerniatynski: 1                       |
| 1986  | Cuarto lugar      | 4.º               | 7                 | 2                 | 2                 | 3                 | 12                | 15                | –3                | Nico Claesen y Jan Ceulemans: 3                             |
| 1990  | Octavos de final  | 11.º              | 4                 | 2                 | 0                 | 2                 | 6                 | 4                 | +2                | Degryse, De Wolf, Clijsters, Scifo, Ceulemans y Vervoort: 1 |
| 1994  | Octavos de final  | 11.º              | 4                 | 2                 | 0                 | 2                 | 4                 | 4                 | 0                 | Philippe Albert: 2                                          |
| 1998  | Fase de grupos    | 19.º              | 3                 | 0                 | 3                 | 0                 | 3                 | 3                 | 0                 | Wilmots: 2                                                  |
| 2002  | Octavos de final  | 14.º              | 4                 | 1                 | 2                 | 1                 | 6                 | 7                 | –1                | Marc Wilmots: 3                                             |
| 2006  | No se clasificó   | No se clasificó   | No se clasificó   | No se clasificó   | No se clasificó   | No se clasificó   | No se clasificó   | No se clasificó   | No se clasificó   | No se clasificó                                             |
| 2010  | No se clasificó   | No se clasificó   | No se clasificó   | No se clasificó   | No se clasificó   | No se clasificó   | No se clasificó   | No se clasificó   | No se clasificó   | No se clasificó                                             |
| 2014  | Cuartos de final  | 6.º               | 5                 | 4                 | 0                 | 1                 | 6                 | 3                 | +3                | Fellaini, Mertens, Origi, Vertonghen, De Bruyne y Lukaku: 1 |
| 2018  | Tercer lugar      | 3.º               | 7                 | 6                 | 0                 | 1                 | 16                | 6                 | +10               | Romelu Lukaku: 4                                            |
| 2022  | Fase de grupos    | 23.°              | 3                 | 1                 | 1                 | 1                 | 1                 | 2                 | –1                | Michy Batshuayi: 1                                          |
| 2026  | Por definirse     | Por definirse     | Por definirse     | Por definirse     | Por definirse     | Por definirse     | Por definirse     | Por definirse     | Por definirse     | Por definirse                                               |
| Total | 14/22             | 11.º              | 51                | 21                | 10                | 20                | 69                | 74                | –5                | Marc Wilmots y Romelu Lukaku: 5                             |

### Eurocopa
| Año   | Ronda            | Posición        | PJ              | PG              | PE              | PP              | GF              | GC              | DG              | Goleador                                      |
| ----- | ---------------- | --------------- | --------------- | --------------- | --------------- | --------------- | --------------- | --------------- | --------------- | --------------------------------------------- |
| 1960  | No se clasificó  | No se clasificó | No se clasificó | No se clasificó | No se clasificó | No se clasificó | No se clasificó | No se clasificó | No se clasificó | No se clasificó                               |
| 1964  | No se clasificó  | No se clasificó | No se clasificó | No se clasificó | No se clasificó | No se clasificó | No se clasificó | No se clasificó | No se clasificó | No se clasificó                               |
| 1968  | No se clasificó  | No se clasificó | No se clasificó | No se clasificó | No se clasificó | No se clasificó | No se clasificó | No se clasificó | No se clasificó | No se clasificó                               |
| 1972  | Tercer lugar     | 3.º             | 2               | 1               | 0               | 1               | 3               | 3               | 0               | Lambert, Polleunis y Van Himst: 1             |
| 1976  | No se clasificó  | No se clasificó | No se clasificó | No se clasificó | No se clasificó | No se clasificó | No se clasificó | No se clasificó | No se clasificó | No se clasificó                               |
| 1980  | Subcampeón       | 2.º             | 4               | 1               | 2               | 1               | 4               | 4               | 0               | Ceulemans, Cools, Gerets y Vandereycken: 1    |
| 1984  | Primera ronda    | 6.º             | 3               | 1               | 0               | 2               | 4               | 8               | –4              | Ceulemans, Grün, Vandenbergh y Vercauteren: 1 |
| 1988  | No se clasificó  | No se clasificó | No se clasificó | No se clasificó | No se clasificó | No se clasificó | No se clasificó | No se clasificó | No se clasificó | No se clasificó                               |
| 1992  | No se clasificó  | No se clasificó | No se clasificó | No se clasificó | No se clasificó | No se clasificó | No se clasificó | No se clasificó | No se clasificó | No se clasificó                               |
| 1996  | No se clasificó  | No se clasificó | No se clasificó | No se clasificó | No se clasificó | No se clasificó | No se clasificó | No se clasificó | No se clasificó | No se clasificó                               |
| 2000  | Primera ronda    | 12.º            | 3               | 1               | 0               | 2               | 2               | 5               | –3              | Bart Goor y Émile Mpenza: 1                   |
| 2004  | No se clasificó  | No se clasificó | No se clasificó | No se clasificó | No se clasificó | No se clasificó | No se clasificó | No se clasificó | No se clasificó | No se clasificó                               |
| 2008  | No se clasificó  | No se clasificó | No se clasificó | No se clasificó | No se clasificó | No se clasificó | No se clasificó | No se clasificó | No se clasificó | No se clasificó                               |
| 2012  | No se clasificó  | No se clasificó | No se clasificó | No se clasificó | No se clasificó | No se clasificó | No se clasificó | No se clasificó | No se clasificó | No se clasificó                               |
| 2016  | Cuartos de final | 7.º             | 5               | 3               | 0               | 2               | 9               | 5               | +4              | Lukaku y Nainggolan: 2                        |
| 2020  | Cuartos de final | 5.º             | 5               | 4               | 0               | 1               | 9               | 3               | +6              | Romelu Lukaku: 4                              |
| 2024  | Octavos de final | 11.º            | 4               | 1               | 1               | 2               | 2               | 2               | 0               | Casteels y Lukaku: 1                          |
| 2028  | Por definir      | Por definir     | Por definir     | Por definir     | Por definir     | Por definir     | Por definir     | Por definir     | Por definir     | Por definir                                   |
| Total | 7/17             | 10.º            | 26              | 12              | 3               | 11              | 33              | 30              | +3              | Romelu Lukaku: 7                              |

### Liga de Naciones de la UEFA
| Liga A  | Liga A     | Liga A         | Liga A         | Liga A         | Liga A         | Liga A         | Liga A         | Liga A         | Liga A         | Liga A         | Liga A         | Liga A             |
| Edición | Fase final | Mov            | Resultado      | Posición       | PJ             | PG             | PE             | PP             | GF             | GC             | Dif            | Goleador           |
| ------- | ---------- | -------------- | -------------- | -------------- | -------------- | -------------- | -------------- | -------------- | -------------- | -------------- | -------------- | ------------------ |
| 2018-19 | 2019       |                | Primera fase   | 5.º            | 4              | 3              | 0              | 1              | 9              | 6              | +3             | Romelu Lukaku: 4   |
| 2020-21 | 2021       |                | Cuarto lugar   | 4.º            | 8              | 5              | 0              | 3              | 19             | 11             | +8             | Romelu Lukaku: 6   |
| 2022-23 | 2023       |                | Primera fase   | 7.º            | 6              | 3              | 1              | 2              | 11             | 8              | +3             | Michy Batshuayi: 3 |
| 2024-25 | 2025       | Por disputarse | Por disputarse | Por disputarse | Por disputarse | Por disputarse | Por disputarse | Por disputarse | Por disputarse | Por disputarse | Por disputarse | Por disputarse     |
| Total   | Total      | Total          | 3/3            | 3.º            | 18             | 11             | 1              | 6              | 39             | 25             | +14            | Romelu Lukaku: 10  |

### Juegos Olímpicos
| Año | Ronda                         | Posición                      | PJ                            | PG                            | PE                            | PP                            | GF                            | GC                            | DG                            | Goleador                      |
| --- | ----------------------------- | ----------------------------- | ----------------------------- | ----------------------------- | ----------------------------- | ----------------------------- | ----------------------------- | ----------------------------- | ----------------------------- | ----------------------------- |
| 1908 | No participó                  | No participó                  | No participó                  | No participó                  | No participó                  | No participó                  | No participó                  | No participó                  | No participó                  | No participó                  |
| 1912 | No participó                  | No participó                  | No participó                  | No participó                  | No participó                  | No participó                  | No participó                  | No participó                  | No participó                  | No participó                  |
| 1920 | Campeón                       | 1.º                           | 3                             | 3                             | 0                             | 0                             | 8                             | 1                             | +7                            | Coppee: 4                     |
| 1924 | Octavos de final              | 16.º                          | 1                             | 0                             | 0                             | 1                             | 1                             | 8                             | –7                            | Larnoe: 1                     |
| 1928 | Cuartos de final              | 8.º                           | 3                             | 1                             | 0                             | 2                             | 9                             | 12                            | –3                            | Braine: 4                     |
| 1932 | No hubo competición de fútbol | No hubo competición de fútbol | No hubo competición de fútbol | No hubo competición de fútbol | No hubo competición de fútbol | No hubo competición de fútbol | No hubo competición de fútbol | No hubo competición de fútbol | No hubo competición de fútbol | No hubo competición de fútbol |
| 1936 | No participó                  | No participó                  | No participó                  | No participó                  | No participó                  | No participó                  | No participó                  | No participó                  | No participó                  | No participó                  |
| 1948 | No participó                  | No participó                  | No participó                  | No participó                  | No participó                  | No participó                  | No participó                  | No participó                  | No participó                  | No participó                  |
| Desde 1952 los Juegos Olímpicos los disputan selecciones amateurs, y a partir de 1992 selecciones sub-23 |                               |                               |                               |                               |                               |                               |                               |                               |                               |                               |
| Total | 3/7                           | -                             | 7                             | 4                             | 0                             | 3                             | 18                            | 21                            | –3                            | Coppee y Braine: 4            |

## Palmarés
| Copa Mundial de Fútbol    | –        | –                  | 1 (2018)           | 1 (1986)           |                    |
| Eurocopa                  | –        | 1 (1980)           | 1 (1972)           | –                  |                    |
| Liga de Naciones          | –        | –                  | –                  | 1 (2020-21)        |                    |
| Torneo Olímpico de Fútbol | 1 (1920) | –                  | –                  | –                  |                    |
| Total                     | 1 título | Selección absoluta | Selección absoluta | Selección absoluta | Selección absoluta |